# Streptococcaceae
Streptococcaceae je porodica Gram-pozitivnih bakterija koje se nalaze u redu Lactobacillales. 
U porodici Streptococcaceae nalaze se rodovi bakterija
Lactococcus, Lactovum, Pilibacter i Streptococcus.